# Conor Lamb
Conor James Lamb (Washington, 27 juni 1984) is een Amerikaanse advocaat en politicus die sinds januari 2019 de afgevaardigde is van het 17e congresdistrict van Pennsylvania. De wijk bedient de meeste noordwestelijke buitenwijken van Pittsburgh. Als lid van de Democratische Partij werd Lamb in maart 2018 voor het eerst verkozen in het aangrenzende 18th District, in een speciale verkiezing tegen de Republikein Rick Saccone die nationale aandacht trok. Nadat de congreskaart van Pennsylvania op bevel van de rechtbank opnieuw was getekend, diende Lamb een volledige termijn in voor het 17e district in de algemene verkiezingen van 2018, die hij ook won.
Lamb was een federale aanklager bij het Amerikaanse advocatenkantoor in Pittsburgh, waar hij de vervolging leidde over zaken met betrekking tot opioïdegerelateerde sterfgevallen, gewelddadige misdrijven en wapenhandel.

## Jeugd en onderwijs
Lamb werd geboren in Washington, als zoon van Thomas F. Lamb Jr. en Katie Lamb. Hij groeide op in Mount Libanon, een buitenwijk in de zuidelijke heuvels van Pittsburgh, en voor een korte periode in Connecticut. De familie Lamb is al vele jaren actief in de politiek van Pittsburgh. Conors grootvader, Thomas F. Lamb, was de leider van de democratische meerderheid in de senaat van de staat Pennsylvania en later secretaris van de wetgevende zaken onder gouverneur Robert P. Casey. Conor's oom Michael Lamb is de controller van de stad Pittsburgh en was eerder de prothonotaris van Allegheny County, Pennsylvania.
Een katholiek van Ierse afkomst, Lamb studeerde aan de St. Bernard School in Pittsburgh en studeerde in 2002 af aan de Central Catholic High School. Hij studeerde in 2006 af aan de University of Pennsylvania met een BA-graad in politieke wetenschappen en behaalde in 2009 een JD- graad aan de University of Pennsylvania Law School.

## Militaire dienst
Na zijn rechtenstudie voltooide Lamb de Marine Officer Candidates School voordat hij als rechter-advocaat werd aangesteld. Als zijn eerste taak was hij gestationeerd op een marinebasis op het eiland Okinawa, waar hij gevallen van verkrachting en aanranding vervolgde. Na voltooiing van zijn actieve dienst in 2013 zette Lamb zijn militaire verplichting voort door dienst te doen in het United States Marine Corps Reserve als kapitein. Later werd hij gepromoveerd tot majoor. In een spraakmakende zaak in 2017 vervolgde en veroordeelde hij een marinier die onder ede had gelogen en tegen The Washington Post over een zaak van seksueel wangedrag.

## Assistent Amerikaanse advocaat
Van 2013 tot 2014 was Lamb griffier voor Joseph Frank Bianco, een federale rechter in de Amerikaanse rechtbank voor het oostelijke district van New York. Na zijn stageperiode werd Lamb in oktober 2014 benoemd tot assistent-procureur van de Verenigde Staten in het kantoor van het Amerikaanse ministerie van Justitie in Pittsburgh, waar hij diende onder de toenmalige Amerikaanse procureur voor het westelijke district van Pennsylvania, David J. Hickton. Lamb is nauw betrokken geweest bij de inspanningen om de opioïde-epidemie in West-Pennsylvania te bestrijden en heeft geleid tot agressieve vervolgingen met betrekking tot opioïde gerelateerde sterfgevallen, andere gewelddadige misdrijven en drug- en wapenhandel.
Tijdens de verkiezingscampagne van Lamb voor de speciale verkiezing van 2018 voor het 18e congresdistrict van Pennsylvania, beschuldigden de Republikeinen Lamb van een "zwak record" als aanklager, verwijzend naar specifieke gevallen ter ondersteuning van deze bewering. FactCheck.org onderzocht de beweringen van de Republikeinen, noemde ze "vaag" en "misleidend" en vond weinig bewijs om ze te ondersteunen.

### Opmerkelijke gevallen

#### "Uptown Crew" bende-vervolging
In 2015 won Lamb veroordelingen tegen drie mannen die behoorden tot 34 leden van een in 2013 aangeklaagde heroïnebende na een telefoontaponderzoek door de FBI, de ATF, het kantoor van de procureur-generaal en de lokale politie. Thomas Hopes, beschreven als de "CEO" van de gewelddadige heroïneverspreiding, werd veroordeeld tot 24 jaar gevangenisstraf en de broers Keith en Gregory Harris werden veroordeeld tot respectievelijk 20 jaar en 121 maanden gevangenisstraf. Lamb hielp ook bij het winnen van veroordelingen tegen twee in New Jersey gevestigde mannen, Aldwin Vega en Santino Drew, die werden geïdentificeerd als twee van de grootste leveranciers van heroïne in het Pittsburgh-gebied. Vega is in september 2017 ter terechtzitting veroordeeld voor de handel in een kilogram of meer heroïne en is nog niet veroordeeld. Drew werd schuldig bevonden aan samenzwering om heroïne en bezit te verspreiden met de bedoeling heroïne te verspreiden, en werd veroordeeld tot 20 jaar gevangenisstraf.

#### Pittsburgh-to-New York vervolging van vuurwapens
In 2016 won Lamb veroordelingen tegen twee inwoners van Pittsburgh, Brandon Goode en Mychael Scott, die optraden als 'strokopers', en vuurwapens kochten voor een wapenhandelaar om honderden illegale wapens naar New York te leiden. Goode en Scott werden veroordeeld tot respectievelijk 65 en 60 maanden gevangenisstraf. Lamb verzekerde zich ook van een veroordeling tegen de belangrijkste wapenhandelaar, Michael Bassier, die tot 10 jaar gevangenisstraf werd veroordeeld.

#### Andre Saunders
In 2016 verwierf Lamb een veroordeling tegen Andre Saunders, een drugsdealer uit Fayette County, Pennsylvania, die honderden kilo's cocaïne en heroïne van de westkust in het Uniontown-gebied en West Virginia importeerde en heroïne en cocaïne leverde aan meerdere dealers in de Uniontown gebied. Saunders werd veroordeeld wegens samenzwering om heroïne en cocaïne te distribueren en veroordeeld tot 10 jaar gevangenisstraf, en kreeg de opdracht zijn BMW, vijf luxe horloges en een ketting, $ 325.120 contant, zijn Uniontown-huis, de opbrengst van de verkoop van een tweede Uniontown te verbeuren. thuis, een 9 mm-pistool en een geldoordeel van $ 100.000.

#### Dorian Cottrell
In 2016 won Lamb een veroordeling tegen Dorian Cottrell, een heroïnedealer die een man neerschoot tijdens een drugstransactie in de Cambridge Square-appartementen in Monroeville, PA. Cottrell werd veroordeeld tot 15 jaar gevangenisstraf en kreeg de opdracht zijn BMW, 27.000 dollar in contanten en 10 vuurwapens te verbeuren.

## Amerikaanse Huis van Afgevaardigden

### Verkiezingen

#### Speciale verkiezingen 2018

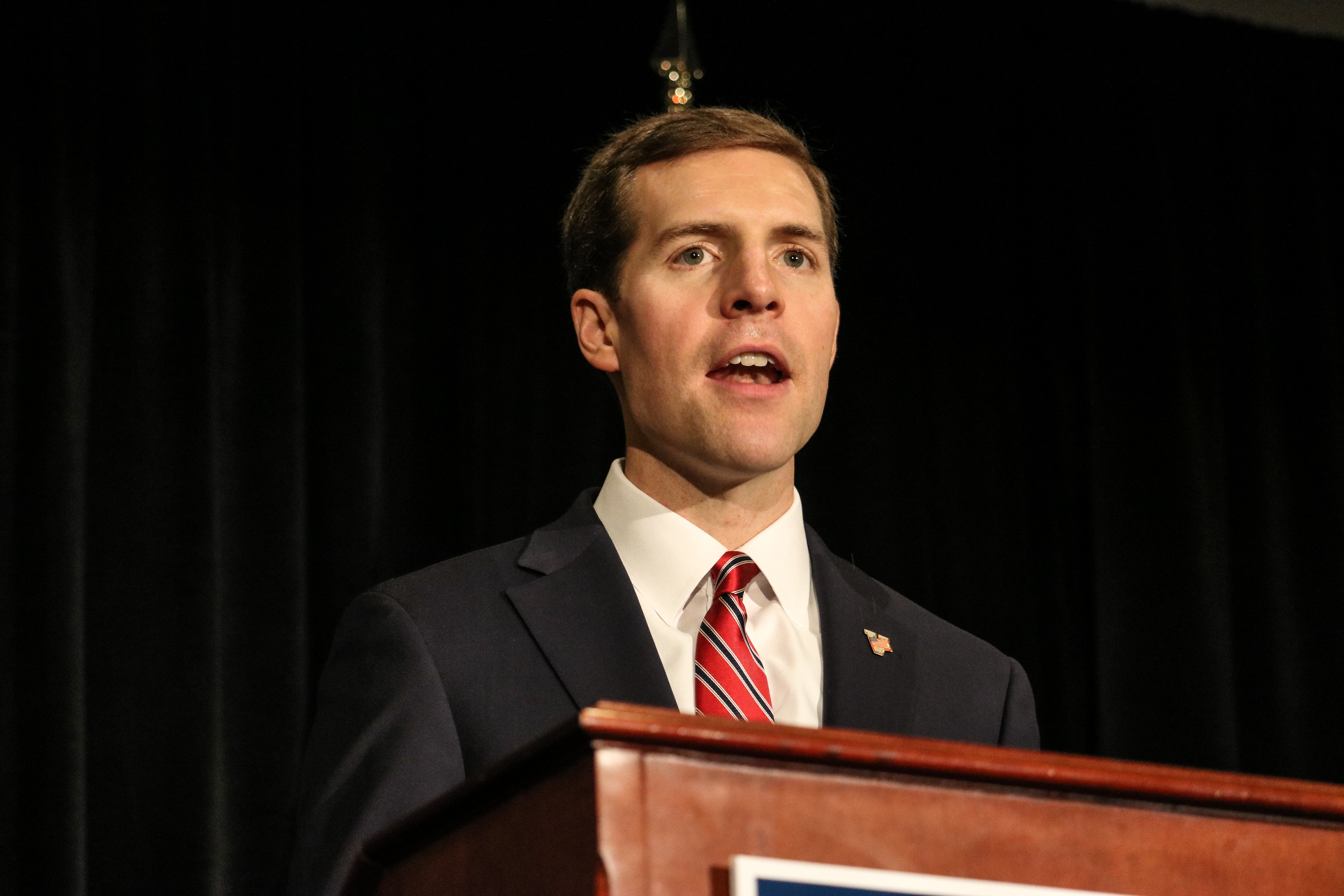
Lam tijdens een rally van maart 2018

Op 5 oktober 2017 meldde de Pittsburgh Post-Gazette dat Lamb overwoog om naar het congres te gaan tijdens een speciale verkiezing voor het 18e congresdistrict van Pennsylvania. De vacature is gecreëerd toen vertegenwoordiger Tim Murphy (R) ontslag nam te midden van onthullingen dat hij een buitenechtelijke affaire had gehad en er bij zijn minnares op aandrong een onverwachte zwangerschap te beëindigen, ondanks zijn lange staat van dienst als vocaal tegenstander van abortus. Murphy was ongehinderd door een belangrijke kandidaat voor zijn vorige twee verkiezingen, 2016 en 2014, gerend.
Lamb werd geselecteerd als de Democratische genomineerde tijdens een conventie in november 2017. Hij stond tegenover Republikeinse staatsvertegenwoordiger Rick Saccone. De bijzondere verkiezingen trokken nationale aandacht. Nationale Republikeinse bronnen gaven meer dan $ 8 miljoen uit aan televisiereclame, twee keer zoveel als de Democraten, en Republikeinse sterren waaronder president Donald Trump, zijn twee kinderen Donald Jr. en Ivanka, evenals vicepresident Mike Pence kwamen naar de staat om campagne te voeren voor Saccone.
De campagnewebsite van Lamb vermeldt zijn topprioriteiten als de heroïnecrisis, banen en infrastructuur, betaalbare gezondheidszorg, bescherming van Medicare en sociale zekerheid, hervorming van het leenstelsel voor studenten, vakbonden en moderne energieontwikkeling. Wat wapenbeheersing betreft, heeft Lamb opgeroepen tot een sterker systeem van achtergrondcontroles, maar geen nieuwe beperkingen. Wat tarieven betreft, ondersteunt Lamb de staal- en aluminiumtarieven van president Trump. Wat betreft gezondheidszorg bekritiseerde Lamb de republikeinse poging om Obamacare in te trekken en riep hij op tot tweeledige inspanningen om zijn markten te stabiliseren.
Tegen het einde van de verkiezingsnacht op 13 maart 2018 leidde Lamb met 641 stemmen. Toen alle afwezige stembiljetten waren geteld, leidde Lamb met 627 stemmen, met nog enkele voorlopige en militaire stembiljetten die nog moesten worden geteld. Lamb behaalde dinsdagavond de overwinning. NBC News noemde de race voor Lamb vroeg op woensdagochtend, verwijzend naar het grote netto aantal afwezige stemmen voor Lamb. Woensdagmiddag volgde The New York Times zijn voorbeeld nadat hij had geconcludeerd dat de voorsprong van Lamb, hoewel smal, 'onoverkomelijk' leek. De meeste nieuwsuitzendingen hebben echter geen resultaat bekendgemaakt, aangezien de stemming dichtbij is (slechts 0,2% scheidt de kandidaten) en de kans op een hertelling. Toen echter bleek dat Saccone niet genoeg stemmen zou halen om Lamb in te halen, belde hij Lamb om de race op 21 maart toe te staan.
De voorsprong van Lamb kwam voornamelijk voort uit het winnen van het Allegheny County-deel van het district met bijna 15.400 stemmen. Hij verloor de rest van de wijk met 14.700 stemmen.
Na de schijnbare overwinning van Lamb in de speciale verkiezingen, beweerden de Republikeinen dat hij won omdat 'hij als conservatief liep'. Dit was een duidelijke verschuiving van de campagne, waarin de Republikeinen Lamb "Walks The Liberal Party Line" zeiden en hem bestraften omdat hij zich verzette tegen de Republikeinse belastinghervormingswet van 2017. Lamb was in strijd met de wet en beschreef het als een "weggeefactie" voor grote bedrijven en een "verraad" aan Amerikanen uit de middenklasse. Trump beweerde dat Lamb had gezegd dat hij "van Trump hield", maar er is geen bewijs dat Lamb dat ooit heeft gedaan. Lamb werd op 2 april 2018 gecertificeerd als winnaar en won met 755 stemmen. Hij werd beëdigd door huisspreker Paul Ryan op 12 april 2018, en werd de eerste democraat die dit district vertegenwoordigde sinds 2003, toen het werd genummerd als het twintigste district.

#### Algemene verkiezingen van 2018
Nadat het Hooggerechtshof van Pennsylvania de originele congreskaart van de staat had weggegooid en deze had vervangen door een door de rechtbank getrokken kaart, werd de oude 18e opnieuw geconfigureerd als het 14e district en op papier nog meer republikeins gemaakt. Ondertussen is Lamb's huis in Mt. Libanon werd naar het 17e district getrokken. Dat district was eerder de 12e geweest, vertegenwoordigd door de republikein Keith Rothfus met drie termijnen. Het district had veel van zijn oostelijke deel verloren, gecentreerd rond Johnstown, en werd een compacter district ten noordwesten van Pittsburgh. Terwijl de oude 12e in 2016 een van de sterkste districten van Trump in Pennsylvania was, zou Trump de nieuwe 17e nauwelijks hebben gedragen. De nieuwe 17e stemde ook voor democraten in de stemming. Dit leidde tot speculatie dat Lamb de nieuwe 17e zou halen, ongeacht de speciale verkiezingsresultaten. Op 14 maart vertelde de voorzitter van de Democratische Partij van Beaver County, Stephen Dupree, ABC News dat Lamb een schriftelijk verzoek had ingediend aan de Democraten van de provincie om zijn bod op de 17e in de algemene verkiezingen van november 2018 te steunen; Beaver County valt volledig binnen de nieuwe 17e. Op 16 maart kondigde Lamb op zijn Twitter- account aan dat hij bezig was met het verzamelen van petities voor een run op de 17e. Op 20 maart diende hij formeel verzoekschriften in voor de volledige termijn op de 17e. Hij was ongehinderd in de primaire 15 mei en versloeg Rothfus bij de algemene verkiezingen.

### Ambtstermijn
Lamb stemde tegen Nancy Pelosi als voorzitter van het huis en stemde in plaats daarvan voor Joe Kennedy III, een mede-democraat. In mei 2020 keurde president Trump de verkiezings tegenstander van Lamb 2020 goed, terwijl hij ten onrechte beweerde dat Lamb op Pelosi als spreker had gestemd.
Op 18 december 2019 stemde Lamb voor beide afzettingsartikelen tegen president Donald J. Trump.

### Commissieopdrachten
- Commissie wetenschap, ruimte en technologie
  - Subcommissie energie
  - Subcommissie milieu
- Commissie veteranenaangelegenheden (ondervoorzitter)
  - Subcommissie gezondheid
  - Subcommissie modernisering van technologie
- Commissie vervoer en infrastructuur
  - Subcommissie voor spoorwegen, pijpleidingen en gevaarlijke materialen

### Caucus-lidmaatschappen
- Congressional LGBT Equality Caucus[46]
- Uitbreiden sociale zekerheid Caucus[47]
- Congressional Steel Caucus[48] (voorzitter)

## Kiesgeschiedenis
| Democratische benoemingsconventie, 2017 | Democratische benoemingsconventie, 2017 | Democratische benoemingsconventie, 2017 | Democratische benoemingsconventie, 2017 | Democratische benoemingsconventie, 2017 |
| Kandidaat                               | Eerste stemming                         | PCT.                                    | Tweede stemming                         | PCT.                                    |
| --------------------------------------- | --------------------------------------- | --------------------------------------- | --------------------------------------- | --------------------------------------- |
| Conor Lamb                              | 225                                     | 40,6%                                   | 319                                     | 58,5%                                   |
| Gina Cerilli                            | 153                                     | 27,6%                                   | 152                                     | 27,9%                                   |
| Pam Iovino                              | 90                                      | 16,2%                                   | 74                                      | 13,6%                                   |
| Mike Crossey                            | 47                                      | 8,5%                                    | Eliminated                              | Eliminated                              |
| Rueben Brock                            | 21                                      | 3,8%                                    | Eliminated                              | Eliminated                              |
| Bob Solomon                             | 18                                      | 3,2%                                    | Eliminated                              | Eliminated                              |
| Keith Seewald                           | 0                                       | 0,0%                                    | Eliminated                              | Eliminated                              |